# مايك شيبارد (مدرب كرة القاعدة)
مايك شيبارد (بالإنجليزية: Mike Sheppard)‏ هو مدرب كرة القاعدة ‏ أمريكي، ولد في 12 أبريل 1936، وتوفي في 6 أبريل 2019.